# Арно де ла Перьер, Лотар фон
Лотар фон Арно де ла Перьер (нем. Lothar von Arnauld de la Perière; 18 марта 1886, Позен, Пруссия — 24 февраля 1941, около аэропорта Ле-Бурже, Франция) — германский морской офицер, герой Первой мировой войны, самый результативный подводник всех времён, вице-адмирал.

## Биография
Лотар фон Арно де ла Перьер поступил на службу в Императорские военно-морские силы Германии в 1903 году и начал свою карьеру на линейных кораблях «Курфюрст Фридрих Вильгельм», «Шлезиен», «Шлезвиг-Гольштейн». В 1911—1913 годах он проходил службу в качестве минного офицера на лёгком крейсере «Эмден». После начала Первой мировой войны Арно де ла Перьер служил адъютантом адмирала Гуго фон Поля в Берлине.

### Первая мировая война

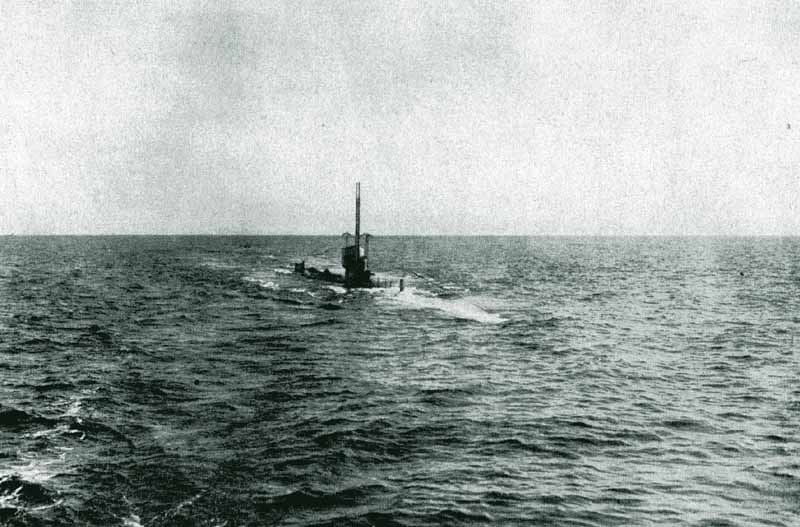
U-35 в Средиземном море

После мобилизации некоторое время проходил службу в военно-морской авиации. Его не допустили к полётам и перевели в подводный флот. После прохождения курса обучения в городе Пула в 1915 году Лотар фон Арно де ла Перьер на поезде отправляется на средиземноморский театр военных действий и получает под своё командование подводную лодку U-35 типа U-31, сменив на этом посту Вальдемара Кохамеля. На этой лодке фон Арно совершил 14 боевых походов, потопив 189 судов водоизмещением 446 708 брт. При этом, он всегда действовал в рамках призового права: судно останавливалось предупредительным выстрелом, досматривалось, при наличии запрещённых грузов весь экипаж эвакуировался на шлюпках в направлении берега, а судно уходило на дно в результате артиллерийского огня или подрыва специальными зарядами. Такое поведение принесло ему уважение со стороны британцев, и фон Арно, в отличие от многих менее результативных своих коллег, не был включён Великобританией в список военных преступников.
21 июня 1916 года U-35 нанесла визит в испанскую Картахену, где фон Арно передал королю Испании дону Альфонсо письмо от германского кайзера Вильгельма с благодарностью за гуманное отношение к немецким беженцам.
В мае 1918 года фон Арно отбывает на поезде на новое место службы и, как один из результативнейших подводников германского флота, получает новейшую крейсерскую лодку U-139, на которой топит ещё пять судов суммарным водоизмещением 7 008 брт.

### Мирное время
После окончания войны фон Арно остаётся в сильно поредевших рядах военно-морского флота Германии. В 1920-х годах он служит штурманским офицером на броненосцах «Ганновер» и «Эльзас», а также совершает заграничные походы в качестве капитана нового германского крейсера «Эмден». В 1931 году он получает звание капитана 3-го ранга (корветтен-капитан) и выходит в отставку. C 1932 по 1938 год работает преподавателем в военно-морской академии в Турции.

### Вторая мировая война
В 1939 году Лотар фон Арно де ла Перьер вновь призван на военную службу. С марта 1940 года он служил морским комендантом Данцига, пока не был направлен на должность морского коменданта в Бельгию и Нидерланды. Произведённый в чин контр-адмирала, фон Арно становится комендантом Бретани, а затем и всего западного французского побережья. 1 февраля 1941 года его производят в чин вице-адмирала. Вскоре после назначения командиром южным морским театром военных действий, Лотар фон Арно де ла Перьер погиб в авиакатастрофе: 24 февраля самолёт, на котором фон Арно направлялся на переговоры с правительством Виши, разбился при взлёте с аэродрома Ле-Бурже. Знаменитый подводник был похоронен в Берлине на старинном кладбище Инвалиденфридхоф (нем. Invalidenfriedhof), на котором покоятся многие известные немецкие военные деятели.

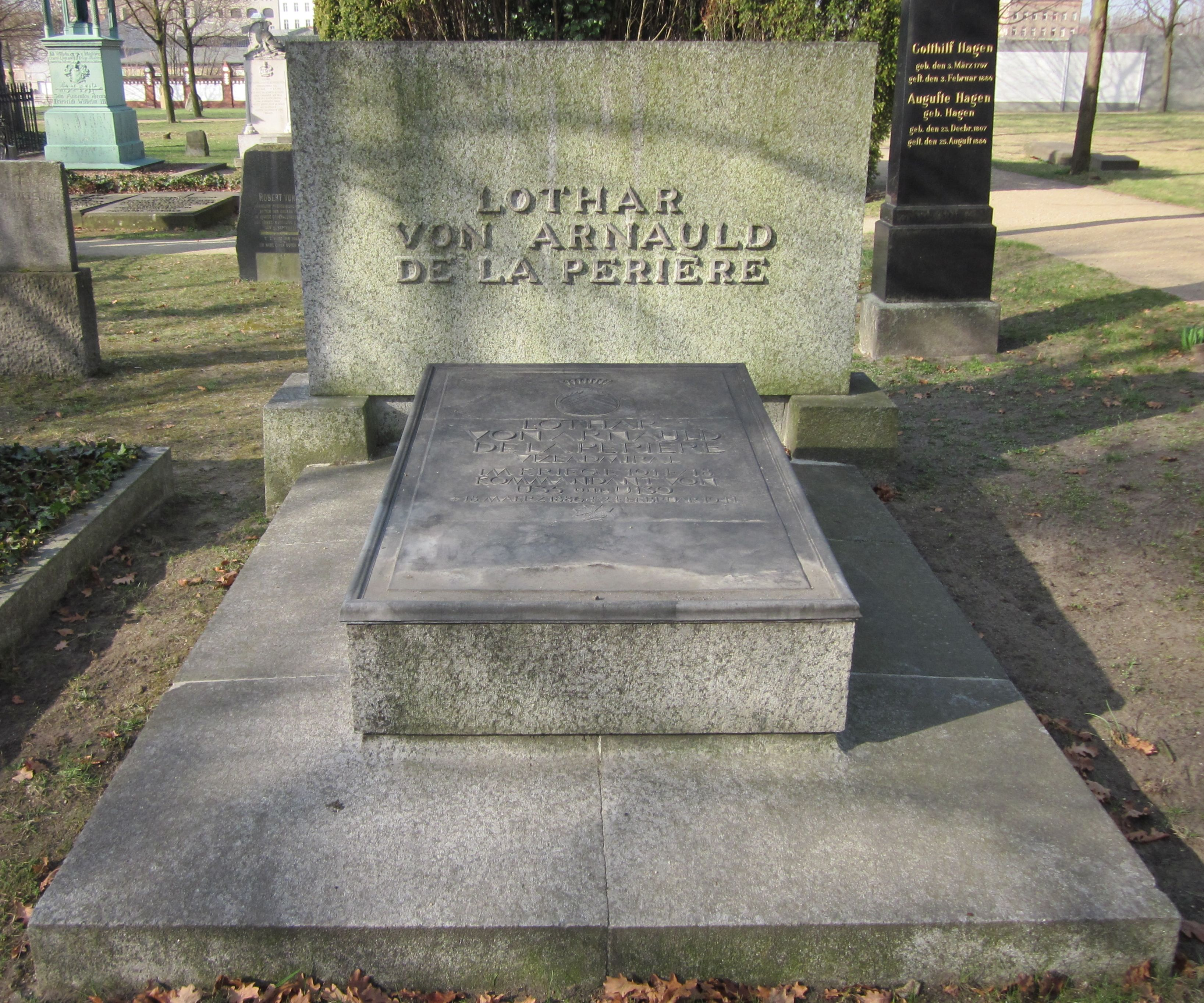
Могила на старинном кладбище в Берлине

## Достижения

### Потопленные суда и корабли
- потоплено 193 судна суммарным водоизмещением 457 179 брт[2],
- потоплено 2 военных корабля суммарным водоизмещением 2 500 т,
- повреждено 7 судов суммарным водоизмещением 31 810 брт.

Такой результат не превзойдён никем до сих пор.

### Награды
- Железный крест (1914) 2-го и 1-го класса (Королевство Пруссия)
- Королевский орден Дома Гогенцоллернов рыцарский крест с мечами (Королевство Пруссия)
- Орден «Pour le Mérite» (11 октября 1916) (Королевство Пруссия)
- Орден Прусской короны 4-го класса (Королевство Пруссия)
- Нагрудный знак подводника[нем.] (1918) (Германская империя)
- Ганзейский крест Гамбурга
- Австрийский Императорский орден Леопольда рыцарский крест с воинским отличием (Австро-Венгрия)
- Орден Железной короны 3-го класса с воинским отличием (Австро-Венгрия)
- Крест «За военные заслуги» 3-го класса с воинским отличием (Австро-Венгрия)
- Железный полумесяц (Османская империя)
- Медаль Лиакат в серебре с саблями (Османская империя)